# ستایش

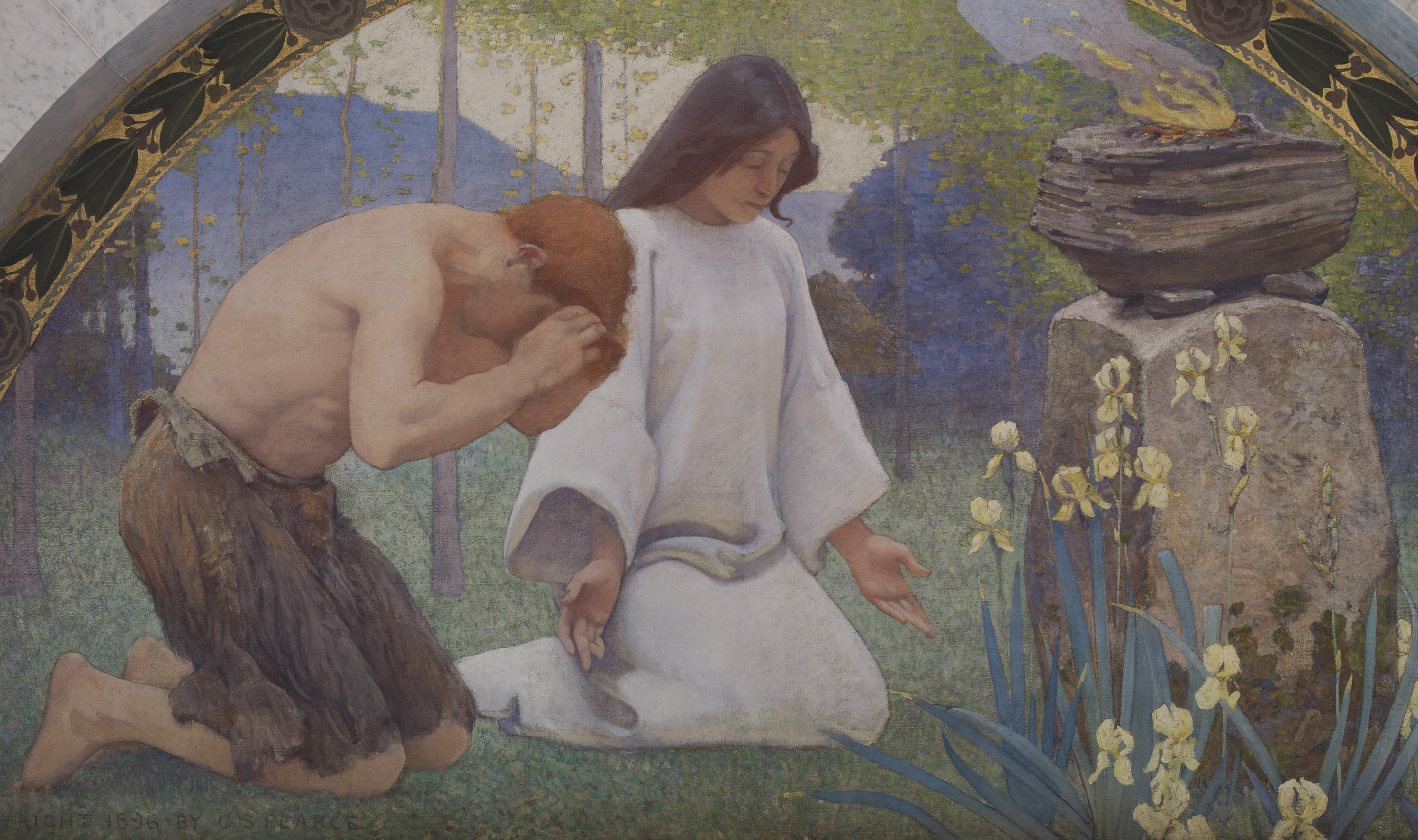
"Religion" توسط چارلز اسپراگ پیرس (1896).

ستایش (به انگلیسی: Adoration) عبارت است از احترام، بزرگداشتن، سپاس، شُکر، تحسین و تشویق شدید یا عشق در یک شخص، مکان یا چیز خاص. این اصطلاح از کلمه لاتین adōrātiō به معنای «ادای دین یا پرستش کسی یا چیزی» گرفته شده‌است.
در اروپای غربی، مراسم بوسیدن دست فرمانروا و برخی اعمال دیگر که در حالت زانو زدن انجام می‌شود را می‌توان به عنوان ستایش توصیف کرد.